# Stadtwerke Schwerte
Die Stadtwerke Schwerte sind ein kommunales Unternehmen in Schwerte, das im Besitz der Stadt Schwerte und der Dortmunder Stadtwerke ist.

## Geschichte
1867 beschloss der Rat der Stadt Schwerte, dass für die Gasversorgung in Schwerte eine Gasanstalt gegründet werden soll. Im Frühjahr des Folgejahres begannen die Arbeiten und endeten am 23. März 1869 mit der Abnahme des neuen Gaswerkes.
Am 26. August 1980 wurde die Gasanstalt in eine GmbH mit einem Stammkapital von 4.500.000 DM umgewandelt.
1986 wurde der Unternehmensgegenstand um die Versorgung mit Wasser erweitert. Zeitgleich wurden die Dortmunder Stadtwerke mit 24,6 an der Gesellschaft beteiligt. Die Dortmunder Stadtwerke brachten ihr in Schwerte ausgebautes Wasser-Leitungsnetz in die Gesellschaft ein. Ebenfalls erwarben die Stadtwerke Schwerte das Wasserleitungsnetz in den Schwerter Stadtteilen Geisecke und Villigst.